# Kingston (Territoire de la capitale australienne)
Pour les articles homonymes, voir Kingston.
 (février 2023).
Si vous disposez d'ouvrages ou d'articles de référence ou si vous connaissez des sites web de qualité traitant du thème abordé ici, merci de compléter l'article en donnant les références utiles à sa vérifiabilité et en les liant à la section « Notes et références ».
Kingston est une banlieue du district de Canberra Sud dans le Territoire de la capitale australienne.

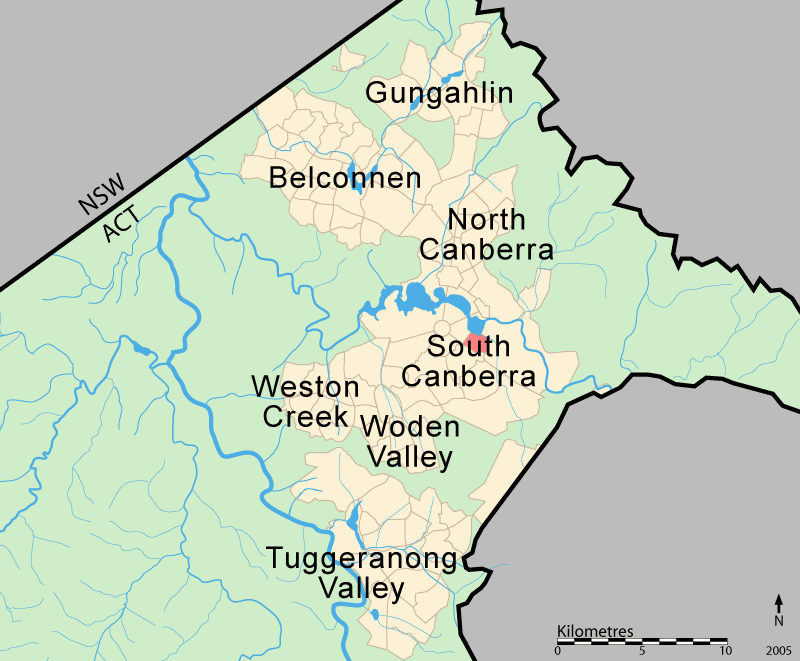
Localisation de Kingston sur la carte de Canberra.

## Histoire
La ville a été établie en 1922 et nommée en l'honneur de Charles Cameron Kingston, ancien Premier Ministre d'Australie-Méridionale et ministre du premier gouvernement du Commonwealth australien. Les rues de Kingston portent le nom de divers explorateurs.
Le premier nom de la ville était Eastlake.